# Freycinetia abbreviata
Freycinetia abbreviata är en enhjärtbladig växtart som beskrevs av Markgr. Freycinetia abbreviata ingår i släktet Freycinetia och familjen Pandanaceae. Inga underarter finns listade.